# Перечень мышц тела человека
Перечень мышц тела человека:

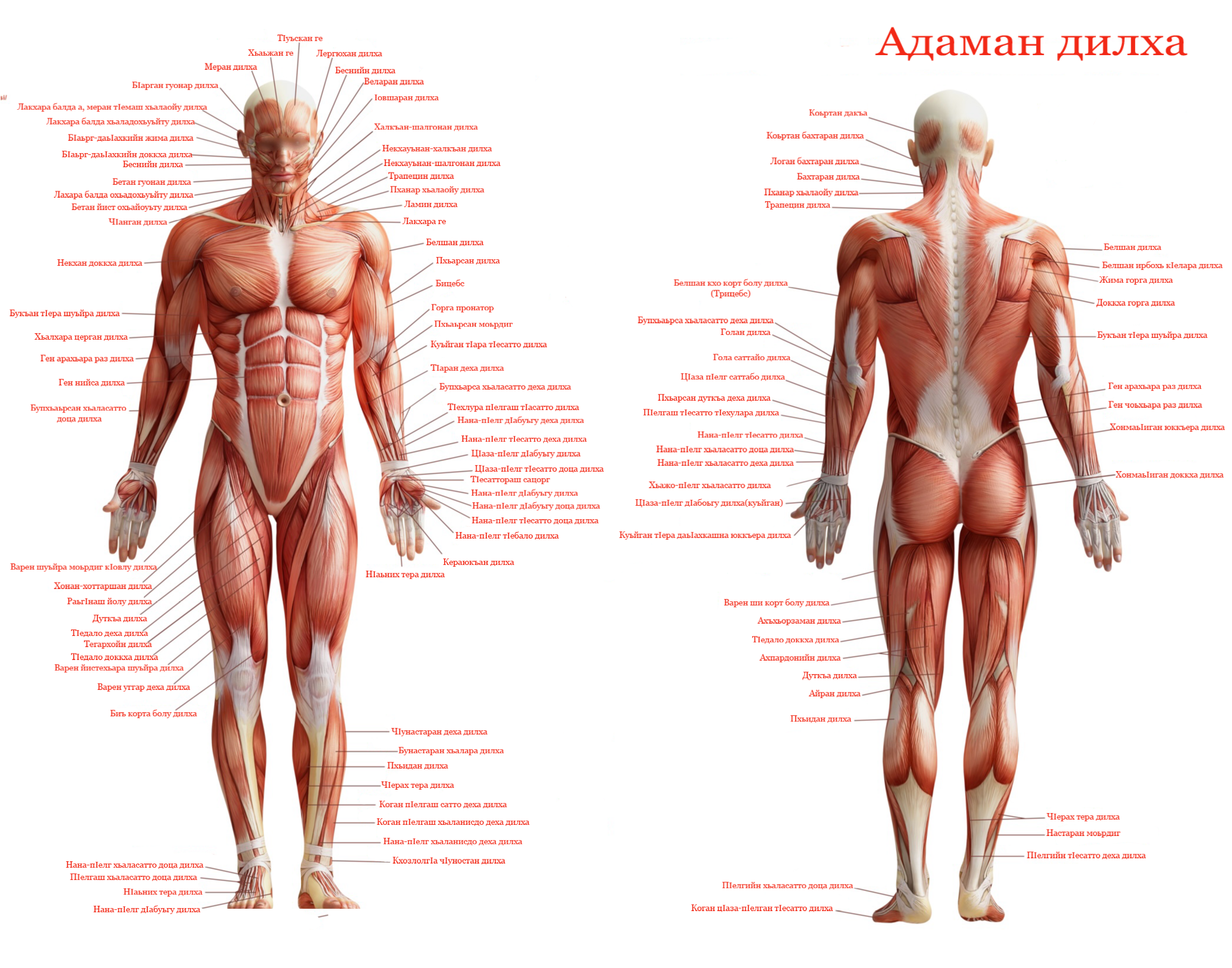
Мышцы тела человека.

По месту расположения мышцы тела человека разделяют на:
- Мышцы головы, которые с функциональной точки зрения делятся на жевательные и мимические[1],
- Мышцы шеи (мышцы, лежащие на шее позади позвоночника традиционно относят к мышцам спины)[2],
- Мышцы туловища, которые в свою очередь делятся на мышцы груди, мышцы живота и мышцы спины,
- Мышцы верхних конечностей, которые в свою очередь делятся на мышцы плечевого пояса, мышцы плеча, мышцы предплечья и мышцы кисти,
- Мышцы нижних конечностей, которые в свою очередь делятся на мышцы тазового пояса, мышцы бедра, мышцы голени и мышцы стопы.